# ASTURIAS
ASTURIAS（アストゥーリアス）は、大山曜を中心とするプログレッシブ・ロックユニットである。 
名前の由来は、イサーク・アルベニスによる「スペイン組曲」の第二曲「ASTURIAS」から。

## 略歴

### デビューから活動休止まで
アストゥーリアスは初期のマイク・オールドフィールドやエグベルト・ジスモンチ等の影響を受けた大山曜のソロプロジェクトとして、1988年にキングレコードのプログレ系レーベルからデビュー。多重録音の手法を使って3枚のアルバムをリリースし、その後活動休止へと至る。

### 2003年の活動再開以降
10年近く活動を休止していた大山は、楽曲制作の中で知り合った北辻みさ（ヴァイオリン奏者、現在は脱退）、筒井香織、川越好博とともにアコースティック編成によるユニット「ACOUSTIC ASTURIAS（アコースティック・アストゥーリアス）」を結成。翌年にはミニアルバム「Bird Eyes View」をリリースし、本格的な活動を再開した。
その後は積極的にライブ活動を行っており、海外へも6回のツアーを果たしている。

## 三種類の編成
現在、多重録音によるASTURIAS名義のものと、アコースティック楽器による編成のACOUSTIC ASTURIAS（アコースティック・アストゥーリアス、通称「アコアス」）、ロックバンド編成によるElectric Asturias（エレクトリック・アストゥーリアス、通称「エレアス」）の三つの形態が存在する。
アストゥーリアス名義の初期の三作には、当時ZABADAKで活動していた上野洋子などもゲストとして参加している。2008年11月には、アストゥーリアスとして15年ぶりとなる新作「In Search of The Soul Trees／樹霊」をリリースした。

### ACOUSTIC ASTURIAS
アコースティック・アストゥーリアスは、文字通りアコースティック楽器によるチェンバー編成（4人）である。異なる点はその編成のみならず、大山の曲とともに筒井や川越の楽曲も演奏している点が挙げられる。
2006年11月には、avex ioからメジャーデビューという形でアルバム「Marching Grass On The Hill」を、2011年4月には、自主製作盤としてアルバム「Legend of Gold Wind」をリリースした。

### Electric Asturias
2009年に結成された。ジャズロックバンド「FLAT122」から2名が参加している。2011年9月には、1stアルバムとなる「FRACTALS」を、2014年12月には、2ndアルバムとなる「ELEMENTALS」をリリースした。2017年1月には、アメリカのプログレフェスティバル「RoSfest」参加時の演奏を収めた初のライブDVD「LIVE IN USA」をリリースした。2019年1月に、3rdアルバム「TRINITY」をリリース。世界最大のプログレフェスティバル「Cruise to the Edge」には3度出場を果たしている。

## 経歴
- 1987年
  - 作編曲家、マニピュレーターの大山曜が多重録音でデモテープを制作。
- 1988年
  - 11月 - キングレコード・クライムレーベルより1stアルバム『Circle in the Forest』をリリースしデビュー。
- 1990年
  - 2月 - キングレコード・クライムレーベルより2ndアルバム『Brilliant Streams』をリリース。
- 1993年
  - 11月26日 - キングレコード・クライムレーベルより3rdアルバム『Cryptogam Illusion』をリリース。
- 2003年
  - アストゥーリアスの室内楽編成版としてアコースティック・アストゥーリアスを結成。ガットギター、ピアノ、ヴァイオリン、クラリネット＆リコーダーの4人編成で活動を開始。
- 2004年
  - 1月 - アコースティック・アストゥーリアスの1stミニアルバム『Bird Eyes View』をリリース。
  - 3月 - 「NTT 東日本・Lモード・富良野篇」のCM音楽を担当。
- 2005年
  - 3月 - アコースティック・アストゥーリアスとしてメキシコで開催されたプログレッシブ・ロック・フェスティバル「BajaProg 2005」に出演。
- 2006年
  - 5月 - アコースティック・アストゥーリアスとしてフランスで開催されたプログレッシヴ・ロック・フェスティバル「ProgSud 2006」に出演。
  - 7月 - アコースティック・アストゥーリアスに伊藤恭子が加入。
  - 11月 - avex ioよりアコースティック・アストゥーリアスの1stフルアルバム『Marching Grass on the Hill』をリリース。
- 2008年
  - 11月 - アストゥーリアス名義としては15年ぶりとなる4thアルバム『樹霊 - In The Seach Of Soul Trees-』をリリース。
- 2009年
  - ロックバンド編成のエレクトリック・アストゥーリアスを結成。
- 2010年
  - 4月 - エレクトリック・アストゥーリアスとしてポルトガルで開催されたプログレッシブ・ロック・フェスティバル「Gouvea Art Rock 2010」に出演。
- 2011年
  - 4月 - アコースティック・アストゥーリアスの2ndフルアルバム『Legend of Gold Wind』をリリース。
  - 9月 - エレクトリック・アストゥーリアスの1stアルバム『Fractals』をリリース。
- 2012年
  - 2月12日 - エレクトリック・アストゥーリアスとしてユニヴェル・ゼロの来日公演にオープニングアクトとして出演。
- 2013年
  - 5月 - エレクトリック・アストゥーリアスとしてアメリカ合衆国ペンシルベニア州で開催された「RoSfest 2013」に出演。
- 2014年
  - 3月 - アストゥーリアスの4thアルバム『樹霊 - In The Seach Of Soul Trees-』の紙ジャケリミックス仕様をリリース。
  - 4月 - エレクトリック・アストゥーリアスとして「Cruise to the Edge 2014」に出演。
  - 12月 - エレクトリック・アストゥーリアスの2ndアルバム『Elementals』をリリース。
- 2015年
  - 10月 - アストゥーリアスの5thアルバム『欠落 -Missing Piece Of My Life-』をリリース。
- 2016年
  - 11月 - アストゥーリアスの6thアルバム『極光 -At The Edge Of The World-』をリリース。
- 2017年
  - 2月 - エレクトリック・アストゥーリアスとして「Cruise to the Edge 2017」に出演。
  - 11月 - エレクトリック・アストゥーリアスとして羽田で開催されたプログレッシブ・ロック・フェスティバル「PROG FLIGHT @ HANEDA 2017」に出演。大木理紗（ミスターシリウス、ページェント）と共演。
- 2018年
  - 8月 - アストゥーリアスの7thアルバム『天翔 -Across The Ridge To Heaven-』をリリース。
  - 10年 - アコースティック・アストゥーリアスとして羽田で開催されたプログレッシブ・ロック・フェスティバル「PROG FLIGHT @ HANEDA 2018」に出演。
- 2019年
  - 1月 - エレクトリック・アストゥーリアスの3rdアルバム『Trinity』をリリース。
  - 2月 - エレクトリック・アストゥーリアスとして「Cruise to the Edge 2019」に出演。スポックス・ビアードの奥本亮と共演。
  - 5月30日 - アコースティック・アストゥーリアスとしてフランスで開催されたプログレッシブ・ロック・フェスティバル「ProgSud 2019」に出演。
  - 11月23日 - エレクトリック・アストゥーリアスとして羽田で開催されたプログレッシブ・ロック・フェスティバル「PROG FLIGHT @ HANEDA 2019」に出演。
- 2020年
  - アストゥーリアスの弦楽四重奏版としてカルテット・アストゥーリアスを結成。
  - 8月13日 - 東京都による芸術文化活動支援事業「アートにエールを！東京プロジェクト」に採用されカルテット・アストゥーリアスの演奏する「漂雲 -clouds-」の映像をYouTubeに発表。
- 2021年
  - 11月3日 - エレクトリック・アストゥーリアスとして羽田で開催されたプログレッシブ・ロック・フェスティバル「PROG FLIGHT @ HANEDA 2021」に出演。
- 2022年
  - 1月29日 - 第一期アコースティック・アストゥーリアスの解散を発表。
- 2023年
  - 10月 - エレクトリック・アストゥーリアスの4thアルバム『Dimensions』をリリース。

## メンバー

### Astuiras
- 大山曜 - コンピューター・プログラミング、シンセサイザー、ギター、ベース、パーカッション

#### 過去のメンバー
- 津田治彦 - ギター
- 花本彰 - キーボード
- 桜井和美 - ドラムス、パーカッション

### Acoustic Asturias
- 大山曜 - ギター (2003年 - 現在)
- 北川とわ - ピアノ (2023年 - 現在)
- 星野沙織 - ヴァイオリン (2023年 - 現在)
- 関口太偲 - ピアノ (2023年 - 現在)
- 佐野まゆみ - チェロ (2023年 - 現在)

#### 過去のメンバー
- 川越好博 - ピアノ (2003年 - 2021年)
- 筒井香織 - クラリネット、リコーダー (2003年 - 2021年)
- 北辻みさ - ヴァイオリン (2003年 - 2005年)
- 藤本美樹 - ヴァイオリン (2005年 - 2006年)
- 伊藤恭子 - ヴァイオリン (2006年 - 2010年)
- テイセナ - ヴァイオリン (2010年 - 2021年)
- 西村健 - ギター (2018年 - 2021年)
- ヌビア - チェロ (2022年 - 2023年)

### Electric Asturias
- 平田聡 - ギター (2009年 - 現在)
- テイセナ - ヴァイオリン (2009年 - 現在)
- 田辺清貴 - ドラムス (2009年 - 現在)
- 大山曜 - ベース (2009年 - 現在)
- 中村エイジ - キーボード (2021年 - 現在)

#### 過去のメンバー
- 川越好博 - キーボード (2009年 - 2019年)[1]

### Quartet Asturias
- テイセナ - ヴァイオリン (2020年 - 現在)
- 森田綾乃 - ヴァイオリン (2020年 - 現在)
- 世川すみれ - ヴィオラ (2020年 - 現在)
- 清水亜裕美 - チェロ (2020年 - 現在)

## ディスコグラフィー

### Asturias
|                  | リリース日     | タイトル                                  | 規格品番  | レコード会社             |
| ---------------- | -------------- | ----------------------------------------- | --------- | ------------------------ |
| 1st              | 1988年10月21日 | Circle in the Forest                      | K32Y-2155 | キングレコード           |
| 2nd              | 1990年2月21日  | Brilliant Streams                         | KICP-9    | キングレコード           |
| 3rd              | 1993年11月26日 | Cryptogam Illusion                        | KICP-355  | キングレコード           |
| コンピレーション | 1999年11月26日 | 癒しの時間 静寂の湖水〜サウンド・スケッチ | KICP-707  | キングレコード           |
| 4th              | 2008年11月8日  | 樹霊 -In Search Of The Soul Trees-        | PRF-049   | POSEIDON Records / MUSEA |
| 5th              | 2015年10月28日 | 欠落 - Missing Piece Of My Life-          | AS-0006   |                          |
| 6th              | 2016年11月18日 | 極光 -At The Edge Of The World-           | AS-0007   |                          |
| 7th              | 2018年8月1日   | 天翔 - Across The Ridge To Heaven-        | AS-0009   |                          |

### Acoustic Asturias
|     | リリース日     | タイトル                   | 規格品番    | レコード会社     |
| --- | -------------- | -------------------------- | ----------- | ---------------- |
| 1st | 2004年1月21日  | Bird Eyes View             | AS-0001     |                  |
| 1st | 2004年1月21日  | Bird Eyes View             | FGBG4583.AR | Musea Records    |
| 1st | 2004年1月21日  | Bird Eyes View             | PRF-023     | Poseidon Records |
| 1st | 2004年1月21日  | Bird Eyes View             | HBMS-007    | HOBiRECORDS      |
| 2nd | 2006年11月8日  | Marching Grass on the Hill | IOCD-20184  | avex io          |
| 3rd | 2011年4月10日  | Legend of Gold Wind        | AS-0002     |                  |
| 4th | 2024年10月23日 | Somewhere Not Here         | AS-0013     |                  |

### Electric Asturias
|          | リリース日     | タイトル    | 規格品番 | レコード会社 |
| -------- | -------------- | ----------- | -------- | ------------ |
| 1st      | 2011年9月4日   | Fractals    | AS-0003  |              |
| 2nd      | 2014年12月17日 | Elementals  | AS-0005  |              |
| 映像作品 | 2017年1月27日  | Live in USA | AS-0008  |              |
| 3rd      | 2019年1月30日  | Trinity     | AS-0010  |              |
| 4th      | 2023年10月4日  | Dimensions  | AS-0011  |              |

## 音楽の特徴
一般的にはプログレとして紹介されており、大山のアストゥーリアスに対する自己認識も、デビュー以来一貫して同様である。他方で一部の楽曲のイメージから、ニューエイジ・ミュージックに近い音楽として見る向きもあり、レコード会社もそのような点をアピールする場合がある。
大山は2005年初頭にアルゼンチンのプログレ系ウェブサイト「Nucleus」からインタビューを受けているが、その際に自らの音楽の特徴を以下の三点に要約して説明している。
- インストゥルメンタルが中心。難解さを目的とはしておらず、できる限りリスナーにとって分かりやすいものとなっている。即興演奏的要素はほとんどなく、また、アバンギャルド的でもない。
- 神秘的、シリアスであるとともにクールで美しい雰囲気を持ちあわせ、なおかつドラマティックである。
- クラシック的な器楽と電子楽器が融合している。

また、このインタビューの中で大山は、「作曲の際には、よく自然の情景を想像します。文学からインスピレーションを受けることもあります」と語っている。